# Ida Grove
La ville américaine d’Ida Grove est le siège du comté d'Ida, dans l’État de l’Iowa. Elle comptait 2 350 habitants lors du recensement de 2000.

## Source
- (en) Cet article est partiellement ou en totalité issu de l’article de Wikipédia en anglais intitulé « Ida Grove, Iowa » (voir la liste des auteurs).